# 伴成益
伴 成益（とも の なります）は、平安時代初期の貴族。参議・大伴弟麻呂の孫。従五位上・伴宇治人の子。官位は従四位下・左中弁。

## 経歴
若くして大学に入学して文章を学び、進士試に及第する。弘仁14年（823年）左京少進に任ぜられたのち、式部少丞・右京少進を経て、天長9年（832年）従五位下に叙せられる。
仁明朝に入り、承和元年（834年）遣唐使が派遣されることが決まると、左中弁・笠仲守と共に遣唐装束司に任ぜられ、遣唐使節用の装束の製作を担当する（この時の官職は右少弁）。のち、大蔵少輔/大輔を務める一方、承和3年（836年）右少弁、承和7年（840年）従五位上・右中弁、承和9年（842年）正五位下、承和11年（844年）左中弁、承和12年（845年）従四位下に叙任されるなど、弁官を兼帯して順調に昇進した。
しかし、承和12年（845年）に法隆寺の僧侶・善愷が同寺の壇越である少納言・登美直名を告訴し、弁官による審理の結果直名を遠流とした訴訟事件が発生する。その訴訟の取り扱いを巡って、翌承和13年（846年）に右少弁・伴善男と左大史・伴良田宗がこの訴訟の審理を行った5名の弁官を弾劾した。具体的な成益の罪状としては、善愷が提出した訴状を僧綱・治部省を経由せずに弁官が直接受理したが、これは慣例ではあったものの本来手続違反であり、その後に出た当該の慣例は不適切であるとした上官の判断を成益は敢えて無視し、訴状を本来の正しい部署（僧綱）へ移送しなかった事があげられている。結局この弾劾は認められ、成益は他の弁官と共に私罪にあたるとして解官の上で贖銅10斤を課された（善愷訴訟事件）。承和14年（847年）には弾劾された4人の元弁官と共に位記を1階分破毀され、翌嘉祥元年12月（849年1月）にはさらに位階を1等降格した上で従五位上に再叙された。
嘉祥3年（850年）従四位下に復され、丹波権守として地方官を務めるが、丹波国赴任中は国内は粛然とし、国人は成益の清廉潔白さを賞賛したという。仁寿2年（852年）2月10日卒去。享年64。最終官位は従四位下行丹波権守。

## 人物
正直な性格で、公事を務めるにあたっては法を重視し、権力に阿るようなことはなかった。

## 官歴
『六国史』による。
- 時期不詳：正六位上
- 弘仁14年（823年） 日付不詳：左京少進。4月28日：大伴宿禰姓から伴宿禰姓に改姓
- 天長元年（824年） 秋：式部少丞
- 天長7年（830年） 春：右京少進
- 天長9年（832年） 日付不詳：従五位下
- 承和元年（834年） 2月2日：遣唐装束司、見右少弁
- 承和3年（836年） 夏：大蔵少輔。冬：右少弁
- 承和7年（840年） 正月7日：従五位上。8月22日：右中弁
- 承和9年（842年） 7月25日：正五位下
- 承和11年（844年） 6月28日：兼左中弁、大蔵大輔如元
- 承和12年（845年） 正月7日：従四位下
- 承和13年（846年） 11月14日：応徴10斤
- 承和14年（847年） 5月27日：毀位記一階（正五位下）
- 嘉祥元年（848年） 12月25日：従五位上
- 嘉祥3年（850年） 4月17日：従四位下。5月17日：丹波権守
- 嘉祥4年（851年） 4月1日：次侍従
- 仁寿2年（852年） 2月10日：卒去（従四位下行丹波権守）